# 克雷斯特 (加利福尼亞州拉森縣)
克雷斯特（英語：Crest）是位於美國加利福尼亞州拉森縣的一個非建制地區。該地的面積和人口皆未知。

## 地理
克雷斯特的座標為40°43′29″N 120°22′13″W / 40.72472°N 120.37028°W，而該地的平均海拔高度為1667米（即5469英尺）。